# Graziadio Isaia Ascoli

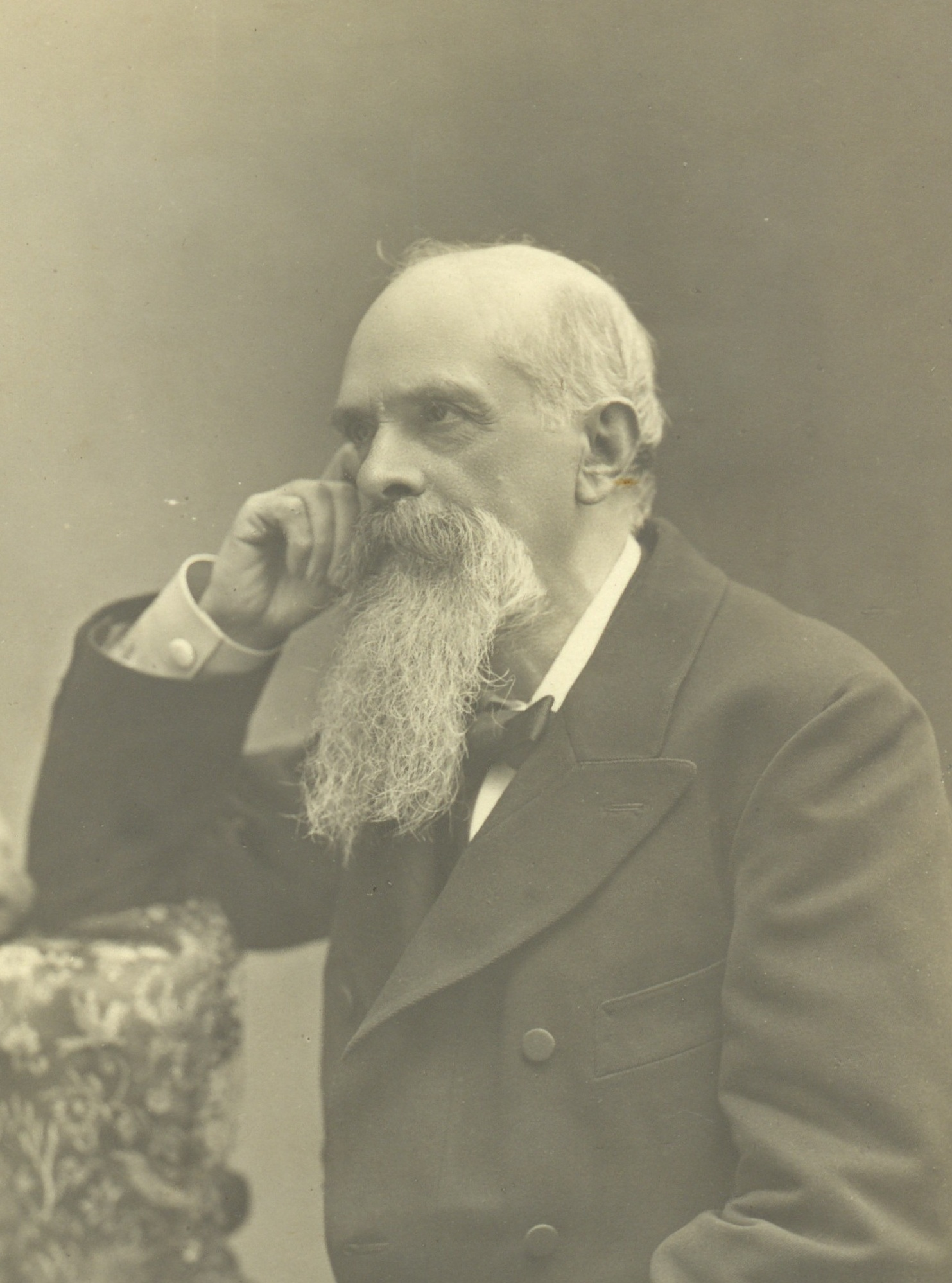
Graziadio Isaia Ascoli

Graziadio Isaia Ascoli (* 16. Juli 1829 in Görz, Königreich Illyrien; † 21. Januar 1907 in Mailand) war ein italienischer Sprachwissenschaftler und Orientalist.

## Leben und Wirken
Ohne eine formelle höhere Ausbildung erhalten zu haben, verfasste er 1854 als Autodidakt sein erstes wichtiges Werk zu den Sprachen des Orients. 1860 wurde er Professor für Sprachwissenschaft an der Accademia scientifico-letteraria in Mailand und richtete neue Forschungsbereiche für Komparatistik, Romanistik und Sanskrit ein.
Besonders bedeutend waren seine Erkenntnisse in der Erforschung der Verwandtschaft zwischen indogermanischen und semitischen Sprachen. Pionierarbeit leistete er auch in der Erforschung der Sprachen der Roma und Sinti und der keltischen Sprachen.
In Italien ist er vor allem für seine Studien über die italienischen Dialekte und Mundarten bekannt, die er erstmals systematisch klassifizierte. Hierbei lehnte er in der italienischen Sprachenfrage (questione della lingua) die von Manzoni propagierte florentinisch geprägte Standardsprache ab und plädierte für einen Ausgleich der Dialekte. Im deutschen Sprachraum haben besonders seine Arbeiten zum Lautwechsel in den indogermanischen Sprachen und seine Ergebnisse als Romanist Beachtung gefunden. 1873 gründete er die sprachwissenschaftliche Zeitschrift Archivio glottologico italiano. Für die Aufzeichnung der Mundarten entwickelte er eine Lautschrift, die später von Eduard Böhmer weiterentwickelt wurde und heute unter dem Namen „Böhmer-Ascoli“ bekannt ist. Sie findet in der Romanistik weite Anwendung und ist ein Pendant zur germanistischen Teuthonista.
Der Accademia dei Lincei in Rom gehörte er seit 1875 an, der Accademia della Crusca seit 1895. 1876 wurde er als korrespondierendes Mitglied in die Russische Akademie der Wissenschaften aufgenommen. 1887 wählte ihn die Preußische Akademie der Wissenschaften, 1895 die Königliche Wissenschafts- und Literaturgesellschaft in Göteborg zu ihrem korrespondierenden Mitglied. 1891 wurde er auswärtiges Mitglied der Académie des Inscriptions et Belles-Lettres. Seit 1906 war er korrespondierendes Mitglied der Bayerischen Akademie der Wissenschaften. 1889 wurde er zum Senator ernannt.

## Auszeichnungen
- Förderpreis der Bopp-Stiftung (1874)
- Ritterkreuz des Ordens der Heiligen Mauritius und Lazarus
- Ritterkreuz des Zivilordens von Savoyen
- Großoffizierskreuz Ordens der Krone von Italien[4]
- Pour le Mérite (1905)[5]